# Oberonia dolichophylla
Oberonia dolichophylla är en orkidéart som beskrevs av Rudolf Schlechter. Oberonia dolichophylla ingår i släktet Oberonia och familjen orkidéer. Inga underarter finns listade i Catalogue of Life.